# Verzetsmonument Baflo
Het verzetsmonument in de Nederlandse plaats Baflo is een monument ter nagedachtenis aan het Nederlands verzet in de Tweede Wereldoorlog.

## Beschrijving
Beeldhouwer Coen Schilt maakte een natuurstenen sculptuur van een halfnaakte, staande mannenfiguur, met diens linkerhand op de borst en de rechterarm omlaag langs het lichaam. In het voetstuk zijn de namen van vijf slachtoffers te lezen. Later is op een laag stenen muurtje achter het beeld een plaquette aangebracht met nog eens vier namen. 
Het monument is geplaatst op het kerkhof van de Sint-Laurentiuskerk, waar het in 1946 werd onthuld.